# فيلاغاليجو
بلدية فيلاغاليجو (بالإسبانية: Villagalijo)‏, هي إحدى بلديات مقاطعة برغش, التي تقع في منطقة قشتالة وليون, والتي تقع في شمال غرب إسبانيا.
يبلغ عدد سكانها 69 نسمة وفقاً لإحصائية سنة (2002).